# Pleurona sirenia
Pleurona sirenia är en fjärilsart som beskrevs av Pierre E.L. Viette 1956. Pleurona sirenia ingår i släktet Pleurona och familjen nattflyn. Inga underarter finns listade i Catalogue of Life.